# Jerry Cornes
Jerry Cornes (eigentlich John Frederic Cornes; * 23. März 1910 in Darjeeling, Indien; † 19. Juni 2001 in Winchester) war ein britischer Mittelstreckenläufer, der in den frühen 1930er Jahren erfolgreich war und bei internationalen Wettkämpfen drei Bronzemedaillen gewann.
Jerry Cornes startete für die Universität Oxford und den Achilles Club. Er war 1,82 m groß und 70 kg schwer.

## Ausbildung und Beruf
Der Sohn eines Richters des Indian Civil Service besuchte das Clifton College und das Corpus Christi College in Oxford. Im Jahr 1932 trat er wie sein Vater in den Dienst des Civil Service. Sein Weg führte ihn zunächst für fünf Jahre nach Nigeria und danach für weitere zehn Jahre nach Palästina. Von 1947 bis 1953 war er für das Colonial Office in Oxford als Ausbilder tätig. Anschließend übernahm er die Leitung der West Downs School in Winchester, wo er bis 1988 Geschichte, Latein und Religion unterrichtete.

## Sportliche Laufbahn
Jerry Cornes trat als Schüler in Clifton und Oxford zunächst als Crossläufer in Erscheinung. Seine Spezialstrecke wurde dann aber die 1 Meile. Über diese Distanz trat er bei dem traditionellen Hochschulvergleich Oxford-Cambridge an, wo er insgesamt fünfmal siegreich war:
- 1930: 1 Meile
- 1931: 1 Meile und Crosslauf
- 1932: 1 Meile und 880 Yards

An den britischen Landesmeisterschaften nahm er insgesamt viermal über die Meile teil. Dort gewann er nach der Vizemeisterschaft 1930 im Jahr 1932 den Titel und war 1934 und 1936 Finalteilnehmer.
Auch auf internationaler Ebene war er erfolgreich.
- Im Jahr 1931 bei einem Ländervergleich Großbritannien-Deutschland stellte er als Mitglied der 4-mal-1500-Meter-Staffel einen Weltrekord auf.
- Er startete zweimal bei den British Empire Games, dem Vorläufer der Commonwealth-Spiele. Sowohl 1930 in Hamilton als auch 1934 in London belegte er den dritten Platz. In Hamilton wurde seine Zeit nicht ermittelt. Auch in London wurde nur der siegreiche Neuseeländer Jack Lovelock (Gold in 4:12,8 min) gestoppt und die Zeiten der Platzierten Sydney Wooderson und Jerry Cornes aufgrund der Abstände auf 4:13,4 min bzw. 4:13,6 min geschätzt.
- Bei Olympischen Spielen ging er ebenfalls zweimal an den Start. 1932 in Los Angeles wurde er über 1500 Meter Zweiter seines Vorlaufs in 4:01,0 min – eine Zeit, die ihn in den beiden anderen Vorläufen nicht weitergebracht hätte. Im Finale aber ließ er an seiner läuferischen Klasse keine Zweifel. Ausgezeichnete 3:52,6 min zeigte die Uhr für ihn an, und schneller war an diesem Tag nur der Italiener Luigi Beccali, der in 3:51,2 min einen neuen olympischen Rekord aufstellte. Jerry Cornes gewann die Silbermedaille knapp vor dem Kanadier Phil Edwards (Bronze in 3:52,8 min). Vier Jahre später bei den Olympischen Spielen 1936 in Berlin versuchte er erneut sein Glück. Auch diesmal beendete er seinen Vorlauf als Zweiter (4:00,6 min). Dann aber folgte im Finale das schnellste 1500-Meter-Rennen aller Zeiten. Sowohl der Sieger John Lovelock (Gold in 3:47,8 min) als auch der zweitplatzierte Glenn Cunningham (Silber in 3;48,4 min) blieben unter dem bestehenden Weltrekord, und selbst die drei nachfolgenden Läufer waren noch schneller als der Sieger von Los Angeles. In ihrem Sog stellte Jerry Cornes mit 3:51,4 min eine neue persönliche Bestleistung auf, die ihn auf Platz 6 brachte.

Auch nach Beendigung seiner internationalen Karriere trat Jerry Cornes noch gelegentlich bei Wettkämpfen an. 1949 gehörte er zu den Finalteilnehmern der Southern-Counties-Meisterschaft im Crosslauf.

## Familie
Jerry Cornes war verheiratet mit Rachael Addis; das Paar durfte im Jahr 1997 seinen sechzigsten Hochzeitstag feiern. Aus der Ehe gingen vier Söhne hervor: Nick, Colin, John (alle geboren in Palästina) und Andrew.